# Lijst van Nederlandse deelnemers aan de Olympische Zomerspelen van 1964
Dit is een lijst van Nederlandse deelnemers aan de Olympische Zomerspelen van 1964 in Tokio.
| Olympiër                    | Sport      | Onderdeel                                                                               | Ervaring  |
| --------------------------- | ---------- | --------------------------------------------------------------------------------------- | --------- |
| Max Alwin                   | roeien     | dubbeltwee                                                                              | debutant  |
| Vinus van Baalen            | zwemmen    | 100 m vrije slag 4 x 100 m vrije slag                                                   | debutant  |
| Toos Beumer                 | zwemmen    | 100 m vrije slag 4 x 100 m vrije slag                                                   | debutant  |
| Joke Bijleveld              | atletiek   | 100 m verspringen                                                                       | 2e Spelen |
| Klenie Bimolt               | zwemmen    | 200 m schoolslag 4 x 100 meter wisselslag                                               | debutant  |
| Steven Blaisse              | roeien     | twee zonder stuurman                                                                    | 2e Spelen |
| Herman Boelen               | roeien     | vier zonder stuurman                                                                    | debutant  |
| Joost Boks                  | hockey     | team                                                                                    | debutant  |
| Johan Bontekoe              | zwemmen    | 400 m vrije slag 4 x 100 m vrije slag 4 x 200 m vrije slag                              | debutant  |
| Jan Just Bos                | roeien     | twee met stuurman                                                                       | 2e Spelen |
| Peter Bots                  | roeien     | dubbeltwee                                                                              | debutant  |
| Jan Bultman                 | waterpolo  | team                                                                                    | debutant  |
| Sipke Castelein             | roeien     | vier zonder stuurman                                                                    | debutant  |
| Frank Constandse            | volleybal  | team                                                                                    | debutant  |
| Henk Cornelisse             | wielrennen | 4 km ploegenachtervolging                                                               | debutant  |
| Charles Coster van Voorhout | hockey     | team                                                                                    | debutant  |
| Eef Dolman                  | wielrennen | 100 km ploegentijdrit                                                                   | debutant  |
| Johan van Domselaar         | schieten   | klein kaliber geweer op 50 meter drie posities klein kaliber geweer op 50 meter liggend | debutant  |
| Fred van Dorp               | waterpolo  | team                                                                                    | 2e Spelen |
| Wim van Duyl                | zeilen     | drakenklasse                                                                            | 4e Spelen |
| John Elffers                | hockey     | team                                                                                    | debutant  |
| Jim Enters                  | roeien     | vier zonder stuurman                                                                    | debutant  |
| Jacques Ewalds              | volleybal  | team                                                                                    | debutant  |
| Jannie van Eyck-Vos         | atletiek   | 800 m                                                                                   | debutant  |
| Frans Fiolet                | hockey     | team                                                                                    | 2e Spelen |
| Jan Piet Fokker             | hockey     | team                                                                                    | debutant  |
| Anton Geesink               | judo       | alle categorieën                                                                        | debutant  |
| Wim Gerlach                 | boksen     | lichtweltergewicht                                                                      | 2e Spelen |
| Anton Geurts                | kano       | K-1 1000 m K-2 1000 m                                                                   | 2e Spelen |
| Jan van Gooswilligen        | hockey     | team                                                                                    | 2e Spelen |
| Joop Gouweleeuw             | judo       | zwaargewicht                                                                            | debutant  |
| Aad de Graaf                | wielrennen | 1 km sprint tandem                                                                      | 2e Spelen |
| Bobbie van de Graaf         | roeien     | vier met stuurman                                                                       | debutant  |
| Freek van de Graaff         | roeien     | vier met stuurman                                                                       | debutant  |
| Jan van de Graaff           | roeien     | vier met stuurman                                                                       | debutant  |
| Rob Groen                   | roeien     | skiff                                                                                   | debutant  |
| Tiemen Groen                | wielrennen | 4 km individuele achtervolging                                                          | debutant  |
| Rob Groenhuyzen             | volleybal  | team                                                                                    | debutant  |
| Theo van Halteren           | kano       | K-4 1000 m                                                                              | debutant  |
| Erik Hartsuiker             | roeien     | twee met stuurman                                                                       | debutant  |
| Marianne Heemskerk          | zwemmen    | 400 m wisselslag                                                                        | 2e Spelen |
| Henk Hermsen                | waterpolo  | team                                                                                    | 2e Spelen |
| Betty Heukels               | zwemmen    | 400 m wisselslag                                                                        | debutant  |
| Lia Hinten                  | atletiek   | vijfkamp                                                                                | debutant  |
| Jan van der Hoek            | volleybal  | team                                                                                    | debutant  |
| Paul Hoekstra               | kano       | K-4 1000 m                                                                              | debutant  |
| Francis van 't Hooft        | hockey     | team                                                                                    | debutant  |
| Jan Huppen                  | boksen     | bantamgewicht (tot 58 kg)                                                               | debutant  |
| Jan Jiskoot                 | zwemmen    | 400 m wisselslag 4 x 100 m vrije slag 4 x 200 m vrije slag 4 x 100 m wisselslag         | 2e Spelen |
| Nico de Jong                | zeilen     | Flying Dutchman klasse                                                                  | debutant  |
| Jan Marinus Jongkind        | zeilen     | drakenklasse                                                                            | debutant  |
| Eef Kamerbeek               | atletiek   | tienkamp                                                                                | 2e Spelen |
| Gerben Karstens             | wielrennen | wedstrijdstrijd 100 km ploegentijdrit                                                   | debutant  |
| Arie de Keyzer              | hockey     | team                                                                                    | debutant  |
| Marius Klumperbeek          | roeien     | vier met stuurman                                                                       | 2e Spelen |
| Ben Kniest                  | waterpolo  | team                                                                                    | 2e Spelen |
| Cees Koch                   | atletiek   | discuswerpen                                                                            | 2e Spelen |
| Gerard Koel                 | wielrennen | 4 km ploegenachtervolging                                                               | debutant  |
| Ada Kok                     | zwemmen    | 4 x 100 m wisselslag                                                                    | debutant  |
| Gretta Kok                  | zwemmen    | 200 m schoolslag                                                                        | 2e Spelen |
| Jurriaan Koolen             | volleybal  | team                                                                                    | debutant  |
| Jaap Korsloot               | volleybal  | team                                                                                    | debutant  |
| Gerda Kraan                 | atletiek   | 800 m                                                                                   | 2e Spelen |
| Leendert Krol               | hockey     | team                                                                                    | debutant  |
| Ron Kroon                   | zwemmen    | 100 m vrije slag 4 x 100 m vrije slag 4 x 200 m vrije slag 4 x 100 m wisselslag         | 2e Spelen |
| Dick Langerhorst            | zwemmen    | 200 m vlinderslag                                                                       | debutant  |
| Adrie Lasterie              | zwemmen    | 100 m vlinderslag 400 m wisselslag 4 x 100 m wisselslag                                 | debutant  |
| Jaap Leemhuis               | hockey     | team                                                                                    | 2e Spelen |
| Bram Leenards               | waterpolo  | team                                                                                    | 2e Spelen |
| Truus Looijs                | zwemmen    | 200 m schoolslag                                                                        | debutant  |
| Rudi Lubbers                | boksen     | zwaargewicht                                                                            | debutant  |
| Frans Luitjes               | atletiek   | 100 m en 200 m                                                                          | debutant  |
| Wieger Mensonides           | zwemmen    | 200 m schoolslag                                                                        | 2e Spelen |
| Chris Mijnarends            | hockey     | team                                                                                    | debutant  |
| Hans Muller                 | waterpolo  | team                                                                                    | 2e Spelen |
| Lex Mullink                 | roeien     | vier met stuurman                                                                       | debutant  |
| Jan Oosterbaan              | volleybal  | team                                                                                    | debutant  |
| Henri van Osch              | zwemmen    | 200 m rugslag                                                                           | debutant  |
| Jaap Oudkerk                | wielrennen | 4 km ploegenachtervolging                                                               | 2e Spelen |
| Aad Oudt                    | zwemmen    | 400 m vrije slag 4 x 200 m vrije slag                                                   | debutant  |
| Jan Pieterse                | wielrennen | wegwedstrijd 100 km ploegentijdrit                                                      | debutant  |
| Jan de Rooij                | boksen     | vedergewicht                                                                            | 2e Spelen |
| Erik van Rossem             | hockey     | team                                                                                    | debutant  |
| Herman Rouwé                | roeien     | twee met stuurman                                                                       | debutant  |
| Henny Scholtz               | wielrennen | 4 km ploegenachtervolging                                                               | debutant  |
| Cor Schuuring               | wielrennen | 4 km ploegenachtervolging                                                               | debutant  |
| Bert Sitters                | zwemmen    | 100 m vrije slag 4 x 200 m vrije slag                                                   | 2e Spelen |
| Jan Snijders                | judo       | middengewicht                                                                           | debutant  |
| Peter Snijders              | judo       | middengewicht                                                                           | debutant  |
| Wim van Spingelen           | waterpolo  | team                                                                                    | debutant  |
| Nico Spits                  | hockey     | team                                                                                    | debutant  |
| Harry Steevens              | wielrennen | wegwedstrijd                                                                            | debutant  |
| Dinco van der Stoep         | volleybal  | team                                                                                    | debutant  |
| Piet Swieter                | volleybal  | team                                                                                    | debutant  |
| Theo Terlingen              | hockey     | team                                                                                    | 2e Spelen |
| Erica Terpstra              | zwemmen    | 100 m vrije slag 4 x 100 m vrije slag 4 x 100 m wisselslag                              | 2e Spelen |
| Ineke Tigelaar              | zwemmen    | 400 m vrije slag                                                                        | debutant  |
| Joop Tinkhof                | volleybal  | team                                                                                    | debutant  |
| Piet van der Touw           | wielrennen | 1 km tijdrit tandem 1 km sprint                                                         | 2e Spelen |
| Ernst Veenemans             | roeien     | twee zonder stuurman                                                                    | 2e Spelen |
| Jan Veentjer                | hockey     | team                                                                                    | debutant  |
| Ria van Velsen              | zwemmen    | 100 m rugslag                                                                           | 2e Spelen |
| Ben Verhagen                | zeilen     | Flying Dutchman klasse (stuurman)                                                       | 2e Spelen |
| Jacques de Vink             | volleybal  | team                                                                                    | debutant  |
| Nico van der Voet           | waterpolo  | team                                                                                    | debutant  |
| Jaap Voigt                  | hockey     | team                                                                                    | debutant  |
| Harry Vriend                | waterpolo  | team                                                                                    | 2e Spelen |
| Wim Vriend                  | waterpolo  | team                                                                                    | debutant  |
| Hemmie Vriens               | zwemmen    | 4 x 100 m wisselslag                                                                    | debutant  |
| Theo van Vroonhoven         | hockey     | team                                                                                    | 2e Spelen |
| Sjoerd Wartena              | roeien     | vier zonder stuurman                                                                    | debutant  |
| Dick Wayboer                | zeilen     | drakenklasse                                                                            | debutant  |
| Winnie van Weerdenburg      | zwemmen    | 100 m vrije slag 4 x 100 m vrije slag                                                   | debutant  |
| Bep Weeteling               | zwemmen    | 400 m vrije slag 200 m rugslag 4 x 100 m vrije slag                                     | debutant  |
| Jan Weeteling               | zwemmen    | 200 m rugslag 4 x 100 m wisselslag                                                      | debutant  |
| Chick Weijzen               | kano       | K-4 1000 m                                                                              | 2e Spelen |
| Hans van Wijnen             | volleybal  | team                                                                                    | debutant  |
| Pauline van der Wildt       | zwemmen    | 4 x 100 m vrije slag                                                                    | debutant  |
| Hans Willems                | zeilen     | Finn Klasse                                                                             | debutant  |
| Korrie Winkel               | zwemmen    | 100 m rugslag 4 x 100 m wisselslag                                                      | debutant  |
| Jan Wittenberg              | kano       | K-4 1000 m                                                                              | debutant  |
| Gerrit Wormgoor             | waterpolo  | team                                                                                    | debutant  |
| Bart Zoet                   | wielrennen | wegwedstrijd 100 km ploegentijdrit                                                      | debutant  |
| Tilly van der Zwaard        | atletiek   | 400 m                                                                                   | debutant  |
| Frank Zweerts               | hockey     | team                                                                                    | debutant  |